# 기후변화에 관한 논란
기후변화에 관한 논란 또는 지구 온난화에 관한 논란은 기후변화의 특정 측면에 대한 과거 또는 현재의 공개 토론에 관한 것이다. 기후 변화가 발생하고 있는지(기후 변화를 부정하는 사람은 이에 대해 이의를 제기함), 현대에 얼마나 많은 일이 일어났는지, 원인이 무엇인지 그 영향은 무엇일지, 이를 억제하기 위한 조치를 지금 취해야 할지 아니면 나중에 취해야 할지 등이다. 과학 문헌에는 최근 수십 년 동안 지구 표면 온도가 증가했으며 이러한 추세는 인간이 유발한 온실가스 배출로 인해 발생했다는 매우 강력한 합의가 있다.
이제 논쟁은 과학적이라기보다는 정치적인 것이 대부분이다. 지구 온난화가 일어나고 있으며 인간 활동으로 인해 발생한다는 과학적 합의가 있다. 과학적 논쟁을 반영하는 공개 토론에는 기후 시스템이 주어진 온실가스 수준(기후 민감도)에 얼마나 반응할 수 있는지에 대한 추정이 포함된다. 지구 온난화의 주요 과학적 사실에 대한 논쟁은 과학 문헌보다 미디어에서 더 널리 퍼져 있으며, 그러한 문제는 해결된 것으로 취급되며, 그러한 논쟁은 전 세계보다 미국과 호주에서 더 널리 퍼져 있다.

## 같이 보기
- 집단 극화
- 반과학